# Monte Paget
O Monte Paget é o cume mais alto da Cordilheira Allardyce na ilha da Geórgia do Sul, no oceano Atlântico Sul/oceano Antártico. É o ponto mais alto da ilha, e de qualquer território ultramarino britânico (embora o mais alto Monte Jackson se situe no Território Antártico Britânico.
Fica na parte central da Geórgia do Sul. O monte era conhecido dos caçadores de focas e baleeiros do arquipélago, e o seu nome é antigo. É claramente visível a partir de Grytviken e de King Edward Point.

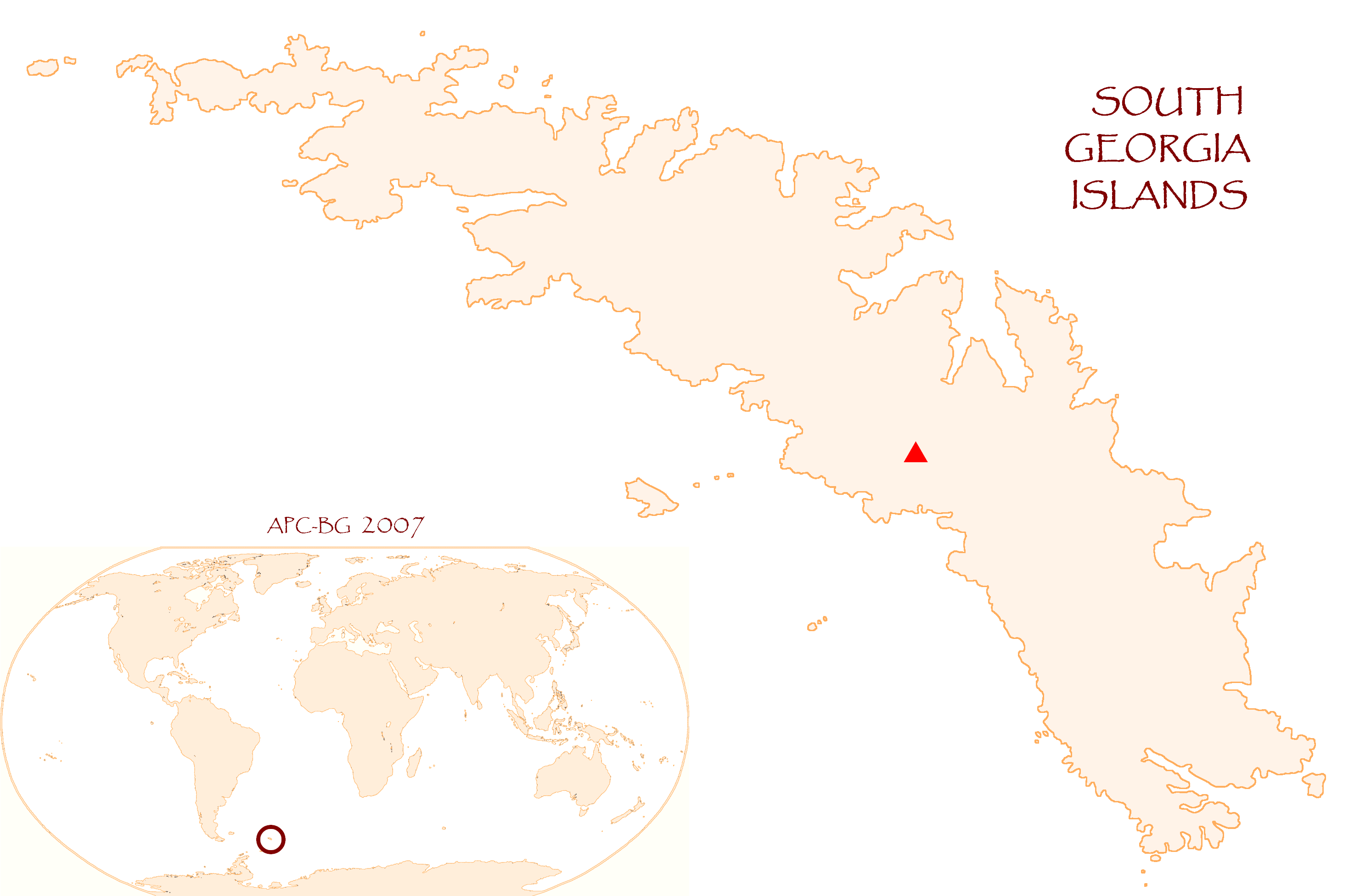
Localização do Monte Paget na Geórgia do Sul